# Dzao Min jezik
Dzao Min jezik (ba pai yao, yao min, yau min, zaomin; ISO 639-3: bpn), jezik iz kineskih provincija Guangdong i Hunan, kojim govori oko 60 000 ljudi (Wang and Mao 1995) na područjima okruga Liannan i Yangshan (Guangdong) i Yizhang (Hunan). 
Pripada skupini jao ili mien, porodica mjao-jao (hmong-mien). Ostalim jao jezicima nije razumljiv, a leksički mu je najsličniji iu mien [ium] (61%). Unutar skupine jao čini posebnu podskupinu zaomin.

## Vanjske poveznice
- Ethnologue (14th)
- Ethnologue (15th)